# Bright Band

Variation der Reflektivität beim Schmelzvorgang

Als Bright Band wird ein Effekt in einem Niederschlagsradar bezeichnet, der als veränderte Reflektivität des Niederschlages während Auftauens von Schneeflocken zu Regentropfen auftritt. Im schweizerischen Sprachraum wird der Begriff Bright Band in die deutsche Sprache mit Helles Band übersetzt, sonst ist die Verwendung des englischen Begriffes üblich.
Die Bezeichnung stammt noch aus der Zeit der Einfarben-Analog-Bildschirme, wo eine höhere Reflektivität durch ein helleres Signal angezeigt wurde. Bei einem Vertikalschnitt durch die Atmosphäre erscheint die Schmelzzone dann tatsächlich als ein helles Band. Diesen Effekt muss die Software des Wetterradargerätes rechnerisch korrigieren. 
In sehr großen Höhen ist die Lufttemperatur normalerweise unterhalb des Gefrierpunkts des Wassers. Deshalb beginnt der Niederschlag mit der Bildung von kleinen Eiskristallen, die langsam in Richtung Erdoberfläche fallen. Dabei werden diese Schneeflocken langsam größer. Die Reflektivität steigt an.
Auf dem Weg nach unten wird irgendwann die Höhe erreicht, in welcher die Lufttemperatur über den Gefrierpunkt steigt. Ab diesem Moment wird das Eis der Schneeflocke langsam beginnen zu schmelzen. Anfangs wird die Eisoberfläche des Schneekristalls mit einer dünnen Schmelzwasserschicht überzogen. Wasser reflektiert aber die elektromagnetischen Wellen fast 10-mal besser als Eis. Die Schneeflocke ist aber noch genauso groß wie vorher – sie wird also eine sehr große effektive Reflexionsfläche aufweisen. Dieser hoch reflektierende schmelzende Schnee erscheint dem Niederschlagsradar als intensiverer Niederschlag, als es tatsächlich ist. 
Da der schmelzende Schnee auch weiterhin nach unten fällt, schmilzt er weiter, bis aus dem nassen Schnee reiner Regen wird. Regentropfen sind kleiner und fallen auch schneller, somit ist nicht nur die Größe der Tropfen, sondern auch ihre Konzentration reduziert. Die Reflektivität ist also stark gesunken.
Normalerweise befindet sich die Schmelzzone etwa 200 bis 500 Meter unterhalb der Nullgrad-Grenze. Fallen die Niederschläge bis zum Erdboden als Schnee, kann es kein Bright Band geben.